# Abell 553
Abell 553 è un ammasso di galassie situato prospetticamente nella costellazione dell'Auriga alla distanza di 851 milioni di anni luce dalla Terra (light travel time). È inserito nell'omonimo catalogo compilato da George Abell nel 1958.
È del tipo II secondo la classificazione di Bautz-Morgan.